# Пясечно (Тчевський повіт)
Пясечно (пол. Piaseczno, нім. Pehsken) — село в Польщі, у гміні Ґнев Тчевського повіту Поморського воєводства.
Населення — 781 особа (2011).
У 1975-1998 роках село належало до Гданського воєводства.

## Демографія
Демографічна структура станом на 31 березня 2011 року:
|          | Загалом | Допрацездатний вік | Працездатний вік | Постпрацездатний вік |
| -------- | ------- | ------------------ | ---------------- | -------------------- |
| Чоловіки | 385     | 90                 | 266              | 29                   |
| Жінки    | 396     | 74                 | 252              | 70                   |
| Разом    | 781     | 164                | 518              | 99                   |